# William J. Holtman
William Joseph Holtman (geboren 23. September 1921 in Baltimore, Maryland; gestorben 11. Februar 2014 in Lakewood, Colorado) war ein amerikanischer Manager in der Eisenbahnindustrie. Er war Präsident der Denver, Rio Grande and Western Railroad von 1977 bis 1988.

## Leben
William J. Holtman wuchs in der Umgebung von Denver auf, wohin seine Familie 1924 gezogen war. Seinen Schulabschluss erfolgte 1939 an der North High School. 1943 erfolgte sein Hochschulabschluss in Metallurgie an der Colorado School of Mines. Unmittelbar darauf wurde er zum Militärdienst einberufen. In den United States Army Air Forces flog er in den Jahren 1944 bis 1946 als Pilot im Kriegsgebiet China-Burma-Indien. Er wurde 1946 als First Lieutenant entlassen.
Am 5. Februar 1947 begann er seine Tätigkeit bei der Denver and Rio Grande Western Railroad als leitender Metallurge. Später arbeitete er unter anderem als Trainmaster, Superintendent, Vizepräsident für den operativen Betrieb und wurde schließlich 1977 als Nachfolger von G. Aydelott Präsident, CEO und Chairman der DRGW und der Rio Grande Industries. Auch nach der Übernahme der Rio Grande 1984 durch den Anschutz-Konzern blieb er in dieser Position. Nach der Fusion mit der Southern Pacific Transportation 1988 wurde er Vice Chairman bis zu seiner Pensionierung am 31. Dezember 1992. Ab Januar 1991 war er in dieser Position unter anderem für den Betrieb des Bahnnetzes verantwortlich.
Er heiratete am 12. April 1947 Doris Ruth Jump. Er ist Vater eines Sohnes.